# Alpetlistock
Alpetlistock är en bergstopp i Schweiz. Den ligger i distriktet Viamala och kantonen Graubünden, i den sydöstra delen av landet, 150 km öster om huvudstaden Bern. Toppen på Alpetlistock är 2 393 meter över havet.